# Monoscafo

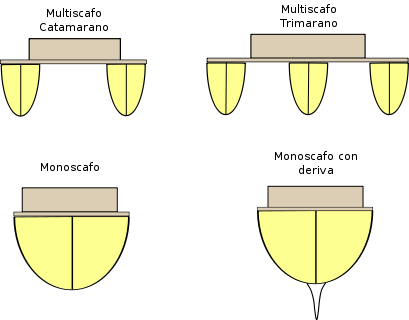
In basso a sinistra la sezione trasversale di uno scafo, confrontata con quella di altri multiscafi

Un monoscafo è un'imbarcazione costituita da un solo scafo, a differenza del multiscafo che può avere due o più scafi individuali collegati fra loro.

## Storia
I primi scafi erano dei semplici tronchi scavati al loro interno, ma erano generalmente instabili ed inadatti a navigare. Si intuì che scavando il tronco al di sotto della linea di galleggiamento, si poteva stabilizzare la piroga così costruita e con l'ulteriore aggiunta di zavorra sul fondo dello scafo, si aumentava maggiormente la stabilità.
Nell'ambito navale, i primi a perfezionare queste imbarcazioni furono i Fenici, lo stesso fecero i Vichinghi e i Romani.

## Varianti
La maggior parte delle barche a vela e dei velieri più grandi ha chiglie profonde contenenti zavorra che aggiunge una stabilità orizzontale ulteriore. Gli scafi vengono classificati in base al tipo di moto, ossia dislocante o planante.